# Josse De Pauw
Josse De Pauw (Asse, 15 maart 1952) is een Belgische acteur, filmregisseur, theatermaker, auteur en columnist.

## Jeugd
Hij is geboren in de gemeente Asse, op de grens van het Pajottenland, woonde er in de Stationsstraat en liep als "externe" school bij de Broeders-Missionarissen van het Heilig Hart te Walfergem. Nadien bouwde hij een bijzondere band op met Brussel. De Pauw studeerde theater aan het Koninklijk Conservatorium te Brussel waar hij onder andere les kreeg van Senne Rouffaer en Leo Dewals.

## Werk
Hij was medeoprichter van de theatergroep Radeis (1976) en het kunstenaarscollectief Schaamte, de voorloper van het huidige Kaaitheater, Brussel. De groep Radeis reisde de wereld af met een aantal erg succesvolle woordeloze producties en ontbond zichzelf in 1984. Hij was ook te zien in de film Hector van Stijn Coninx en Urbanus. 
In 1999 werd hij huisschrijver (“kunstenaar in residentie”)/theatermaker bij Victoria in Gent. Van 2000 tot en met 2005 was hij artistiek leider van Het Net, in Brugge. In 2005 was hij ook voor één jaar tijdelijk artistiek leider van Het Toneelhuis in Antwerpen. Vandaag is hij opnieuw aan het werk als onafhankelijk theatermaker.
Hiernaast is hij ook de schrijver van verschillende theaterwerken, waaronder 'Weg' en 'Larf'. Sinds 2004 maakt Josse De Pauw voorstellingen voor LOD muziektheater, waaronder die Siel van die Mier (met Jan Kuijken), De Gehangenen (met Jan Kuijken), Boot & Berg (met Peter Vermeersch) en An Old Monk (met Kris Defoort Trio). Vanaf 2016 werkte hij er aan zijn trilogie, waarvoor hij samenwerkte met LOD-componisten Dominique Pauwels, Jan Kuijken en Kris Defoort. Hieruit kwamen de voorstellingen De Helden (met Dominique Pauwels, 2017), De Mensheid (met Kris Defoort & Arnon Grunberg, 2017) en De Blinden (met Jan Kuijken & SPECTRA, 2018) voort. In april 2019 gaat zijn nieuwe voorstelling a concert called landscape (met Kris Defoort Trio) in première in DeSingel Antwerpen.
Bij Muziektheater Transparant maakte hij Ruhe (2007), Babar/le Fils des Etoiles (2008), Over de bergen (2009) en ESCORIAL (2013).
Als acteur werkte hij niet alleen voor theater, maar ook voor film en televisie. Hij speelde in meer dan 60 films, inclusief het Oscar-genomineerde Iedereen beroemd! en regisseerde er zelf twee. Op televisie was hij te zien in Koning van de wereld (2007), De ronde (2011) en Met Man en Macht (2013). Van mei 2016 t/m april 2017 speelde hij in de tvserie Chaussée d'Amour als personage: Willy Knapen. In 2019 en 2020 speelde hij ook in de bekroonde reeks De twaalf, waarvoor hij zelf de Ensor (filmprijs) voor beste acteur in een tv-serie in de wacht sleepte op het Filmfestival van Oostende in 2021.

## Prijzen
- driemaal de Plateauprijs voor Beste Belgische Acteur.
- de driejaarlijkse Prijs van de Vlaamse Gemeenschap voor toneelliteratuur.
- In 2000 kreeg hij de Océ-podiumprijs voor het geheel van zijn artistieke prestaties, onder meer 'Weg' en 'Larf'.
- De Grote Theaterfestivalprijs ontving hij in 2001 voor Übung (Victoria).
- Zijn boek 'Werk' was erg opvallend om zijn bijzondere vorm en vertelwijze. Het leverde hem de Seghers Literatuurprijs op en hij was genomineerd voor de Gouden Uil 2000.
- Ook de Lucy B. en C.W. van der Hoogt-prijs 2002 van de Maatschappij der Nederlandse Letterkunde werd hem voor "Werk" toegekend.
- In 2012 ontving hij de Prix Bernadette Abraté.[3]
- Acteursprijs van de Acteursgilde voor beste acteur in een televisiereeks voor zijn rol in Chaussée d'Amour op het Filmfestival van Gent 2017.
- Ensor voor beste acteur in de tv-serie De Twaalf in 2021.

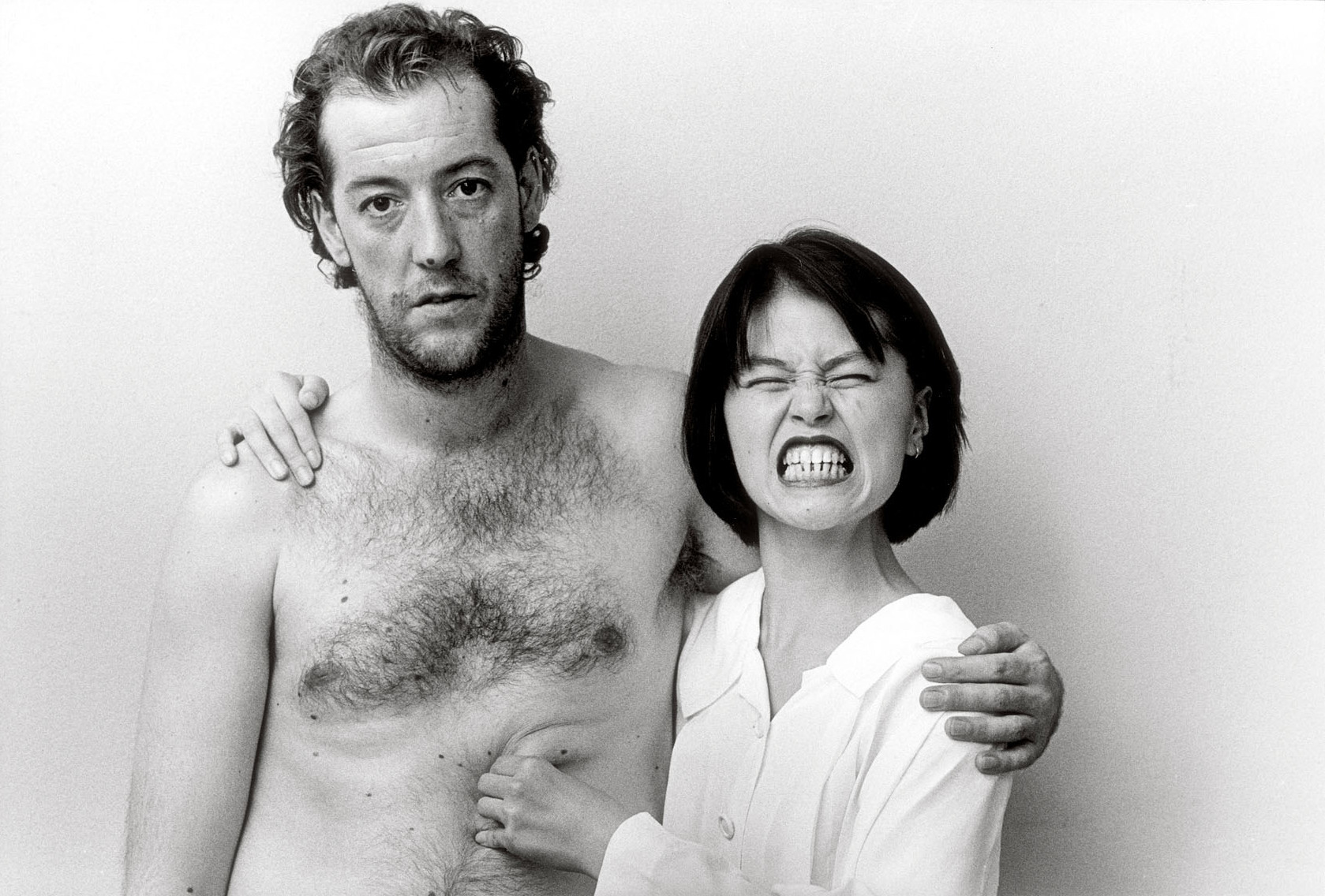
Josse De Pauw en echtgenote Fumiyo Ikeda ca. 1979
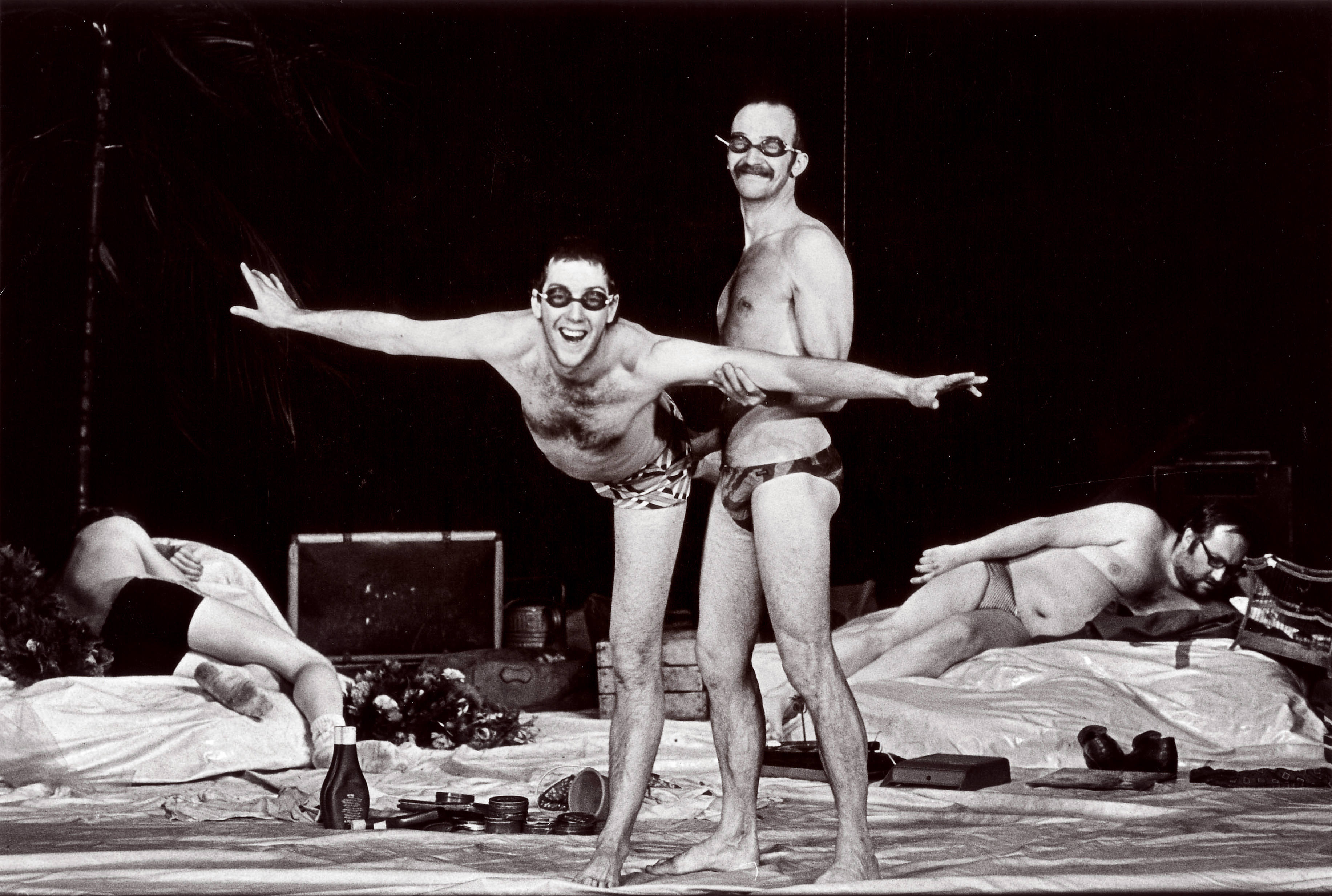
Radeis met vooraan Josse De Pauw en Dirk Pauwels.